# Woodway (Washington)
Woodway je grad u američkoj saveznoj državi Washington. Prema popisu stanovništva iz 2010. u njemu je živjelo 1.307 stanovnika.